# Друга книга хроніки

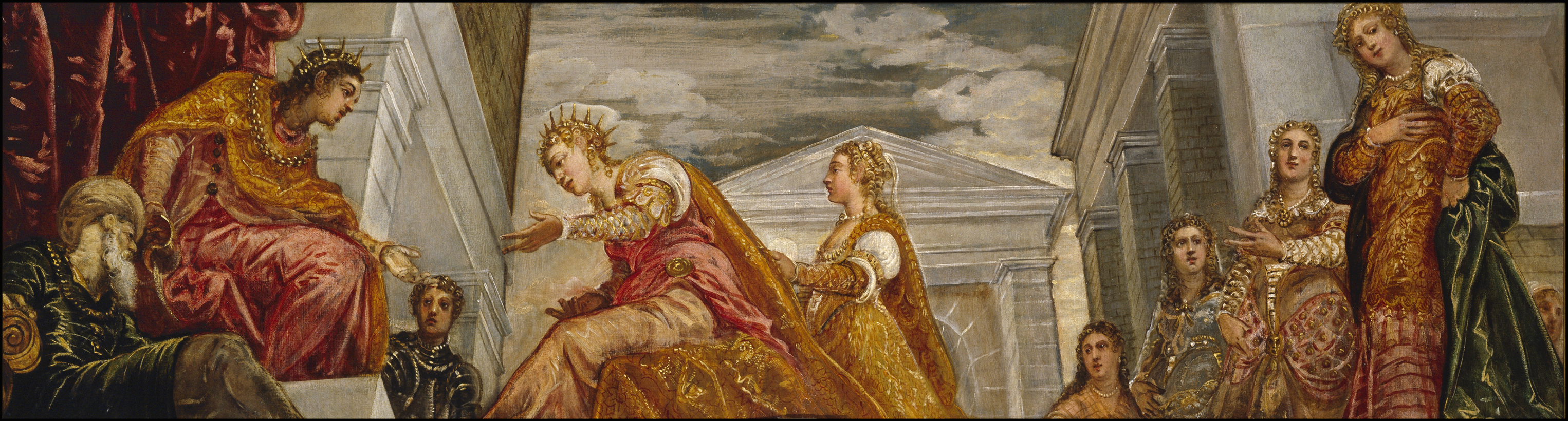
«Соломон и цариця Савська», (Тінторетто, бл. 1555, Музей Прадо

Дру́га кни́га хро́ніки(ІІ Хроніка, 2. Хр.) — книга Старого Завіту Біблії та Танаху, безпосереднє продовження Першої книги хроніки.

## Історія юдейського царства
Перша та Друга книги хронік, чи Параліпоменон (грец. παραλειπομένων від грец. παραλείπω — те, що оминули) — твір юдаїзму з часів після неволі, тобто періоду коли юдейський народ був політично під владою персів, однак мав певну автономію і особливо у релігійній сфері.
Слово Хроніки точно відповідає єврейські назві «Дівре-га-Йямін», що означає «події днів», «літописи». У них міститься короткий нарис історії юдейського народу, від самого початку до падіння суверенної юдейської держави під ударами вавилонян. Святий Єронім перший ужив назву Хроніки і за ним ідуть далі майже всі вчені.
Попри те, що грецька назва Книг натякає на справи «те, що оминули», вони не доповнюють подіями існуючі вже історичні книги і містять на загал описи тих самих подій. Книги хронік описують з іншими деталями події Книг Царів та Самуїлових книг. Книги хроніки очевидно написані у епоху перед еллінським пануванням Селевкідів, оскільки у них описані події датовані до 516 року до н. е. та не просліджується вплив еллінізму.

## Від Соломона до повернення з вавилонської неволі
Події у Книзі описані паралельно до тих описаних у Першій та Другій книзі Царів, проте дещо з іншого кута зору. Наголос у подіях робиться на духовний світ та культ, а не на політичне життя царства. Книга поділена на 36 розділів. У перших дев'яти розділах описується діяльність Соломона. Багато місця приділено опису будівництва Храму, потім урочистостей його освячення, молитві Соломона та обітниці Бога, що є відповіддю на молитву царя. Після смерті Соломона на престол сів Ровоам, син Соломона. Царство поділилося і автор приділяє значну увагу лише південному царстві, в якому правлять потомки Давида. Царі Юдеї оцінюються за їх вірністю Завіту і тим наскільки вони відповідали тій моделі влади, що залишив Давид. Після періоду невірності у південному царстві було розпочато релігійні реформи. Ці ж реформи нетривалі усе ж таки не спромоглися відвернути неминучої картини вигнання. Наприкінці наводиться декрет Кира, за яким юдейським вигнанцям дозволено повернутися на землю предків і відбудувати Храм (2 Хр. 36:22-23).

## Розділи Другої книги хроніки
- Глави 1-9 розповідають про царювання Соломона та устаткування Храму.
- Глави 10-12 Розподіл держави. Цар Ровоам, син Соломона.
- Глави 13-36 описують правління різних царів до захоплення Юдейського царства Навуходоносором. Книга закінчується указом Кира, що дозволяє юдейському народу повернутися з полону в Єрусалим для відбудови Храму.